# Zijn er nog kroketten?
Zijn er nog kroketten? was een Vlaams televisieprogramma dat sinds 2013 rond ieder jaareinde wordt uitgezonden op VTM tot 2017. In het luchtige spelprogramma blikt de presentator samen met twee vaste panelleden en twee gasten terug op de gebeurtenissen van het afgelopen jaar.

## Spelverloop

### Seizoen 1-2
Onder leiding van presentator Jonas Van Geel nemen twee teams van bekende Vlamingen - telkens de vaste kapiteins Nathalie Meskens en Dimitri Leue aangevuld met een extra panellid - het tegen elkaar in vier reguliere spelronden, waarbij punten worden verdiend. Deze leveren echter geen duidelijk voordeel op in het uiteindelijke finalespel. 
- Ronde 1 - De foto's van het jaar: de teams krijgen bewerkte foto's te zien van belangrijke personen of gebeurtenissen uit het afgelopen jaar en moeten om het snelst raden wie of wat daarachter schuilgaat;
- Ronde 2 - De captainsronde: een spel dat iedere aflevering verschilt en wordt gebaseerd op opvallendheden uit het voorbije jaar, al dan niet gelinkt aan de aanwezige gasten. Vaak is het zo dat de teamkapiteins elk afzonderlijk naar hun gastpanellid toe enkele personen of gebeurtenissen op een welbepaalde manier moeten uitbeelden. Het team verdient dan punten per juist antwoord van het gastpanellid;
- Ronde 3 - De feestlift: de teams krijgen wederom bewerkte foto's te zien, deze keer van een bekende Vlaming waarop het gezicht van een andere bekende Vlaming werd geplakt. De teams moeten om het snelst raden welke twee personen met elkaar vermengd werden;
- Ronde 4 - Jan met de pet: de presentator nodigt een relatief onbekend persoon uit in de studio, die echter in het afgelopen jaar toch op opvallende wijze even in de media is gekomen. Door middel van ja-neevragen dienen de teams om het snelst te achterhalen wat deze persoon precies heeft meegemaakt of verwezenlijkt;
- Finale: de teams krijgen elk op hun beurt een snelle montage te zien met daarin acht opvallende gebeurtenissen uit het voorbije jaar. Na afloop moeten ze zich zoveel mogelijk gebeurtenissen trachten te herinneren. Het team dat hier het best in slaagt, wint en krijgt een porseleinen bord geschonken waarop het hoofd van het verliezende gastpanellid is geschilderd.

### Seizoen 3
Voortaan heeft elke aflevering een andere presentator, die aan het begin van de uitzending wordt ingeleid door de - nieuwe - vaste teamkapiteins Ruth Beeckmans en Guga Baúl. Vervolgens stelt deze presentator de gastpanelleden voor. Vaak hebben de presentator en gastpanelleden een duidelijke link met elkaar vanuit een ander project waarin ze afgelopen jaar samen te zien waren en wordt daar doorheen het spelverloop verder naar verwezen. Wederom nemen beide teams het tegen elkaar op in vier reguliere spelronden en zijn hierbij punten die verdienen, die opnieuw geen duidelijk voordeel opleveren in het uiteindelijke finalespel. 
- Ronde 1 - De foto's van het jaar (idem seizoen 1-2);
- Ronde 2 - De captainsronde (idem seizoen 1-2);
- Ronde 3 - De kroketjes: enkele mondige kleuters omschrijven op hun eigen manier een persoon die het afgelopen jaar in de kijker stond. De teams moeten elk afzonderlijk op een bord noteren om wie ze denken dat het gaat. Vervolgens worden hun antwoorden gelijktijdig onthuld;
- Ronde 4 - Jan met de pet (idem seizoen 1-2);
- Finale: de gastpanelleden krijgen - elk op hun beurt - achtereenvolgens twaalf afbeeldingen te zien van bekende personen en de maand waarin deze jarig waren, in chronologische volgorde. Na het zien van dit rijtje moeten ze de personen die ze zich herinneren opnoemen, met de juiste bijhorende maand. Als een naam aan de foute maand wordt gekoppeld, mag die maand niet meer met een nieuwe naam worden aangevuld. Het panellid dat uiteindelijk het meeste aantal namen correct heeft kunnen plaatsen, schenkt zijn team de overwinning en krijgt een porseleinen bord geschonken waarop het hoofd van het verliezende gastpanellid is geschilderd.

## Afleveringen

### Seizoen 1 (2013)
| Afl. | Uitzending       | Kijkcijfers (live) | Marktaandeel (live) | Presentator    | Panel                                                             |
| ---- | ---------------- | ------------------ | ------------------- | -------------- | ----------------------------------------------------------------- |
| 1    | 25 december 2013 | 631.155            | 26,43 %             | Jonas Van Geel | Dimitri Leue & Tom Waes Nathalie Meskens & Natalia                |
| 2    | 26 december 2013 | 787.073            | 30,45 %             | Jonas Van Geel | Dimitri Leue & Sien Eggers Nathalie Meskens & Bart De Wever       |
| 3    | 27 december 2013 | 755.721            | 30,93 %             | Jonas Van Geel | Dimitri Leue & Jill Peeters Nathalie Meskens & Herman Brusselmans |
| 4    | 28 december 2013 | 532.214            | 20,48 %             | Jonas Van Geel | Dimitri Leue & Karen Damen Nathalie Meskens & Ben Segers          |
| 5    | 29 december 2013 | 688.654            | 25,77 %             | Jonas Van Geel | Dimitri Leue & Hilde Crevits Nathalie Meskens & Kris Peeters      |
| 6    | 30 december 2013 | 841.537            | 31,80 %             | Jonas Van Geel | Dimitri Leue & Showbizz Bart Nathalie Meskens & Kürt Rogiers      |

### Seizoen 2 (2014-2015)
| Afl. | Uitzending       | Kijkcijfers (live) | Marktaandeel (live) | Presentator    | Panel                                                          |
| ---- | ---------------- | ------------------ | ------------------- | -------------- | -------------------------------------------------------------- |
| 1    | 3 december 2014  | 609.087            | 20,00%              | Jonas Van Geel | Dimitri Leue & Cath Luyten Nathalie Meskens & Gert Verhulst    |
| 2    | 10 december 2014 | 644.400            | 25,36%              | Jonas Van Geel | Dimitri Leue & Pat Krimson Nathalie Meskens & Willy Sommers    |
| 3    | 17 december 2014 | 540.730            | 20,37%              | Jonas Van Geel | Dimitri Leue & Laurens Nuyens Nathalie Meskens & Astrid Bryan  |
| 4    | 23 december 2014 | 747.893            | 27,77%              | Jonas Van Geel | Dimitri Leue & Tine Embrechts Nathalie Meskens & Marc Coucke   |
| 5    | 25 december 2014 | 594.594            | 23,74%              | Jonas Van Geel | Dimitri Leue & Staf Coppens Nathalie Meskens & Mathias Coppens |
| 6    | 30 december 2014 | 720.366            | 26,47%              | Jonas Van Geel | Dimitri Leue & William Boeva Nathalie Meskens & Sven De Ridder |
| 7    | 1 januari 2015   | 651.689            | 23,74%              | Jonas Van Geel | Dimitri Leue & Tom Waes Nathalie Meskens & Koen Wauters        |

### Seizoen 3 (2015-2016)
| Afl. | Uitzending       | Kijkcijfers (live) | Marktaandeel (live) | Presentator        | Panel                                                               |
| ---- | ---------------- | ------------------ | ------------------- | ------------------ | ------------------------------------------------------------------- |
| 1    | 8 december 2015  | 499.267            | 19,3 %              | Christoff De Bolle | Guga Baúl & Slongs Dievanongs Ruth Beeckmans & Stan Van Samang      |
| 2    | 15 december 2015 | Onbekend           | Onbekend            | Niels Destadsbader | Guga Baúl & Min Hee Bervoets Ruth Beeckmans & Rob Vanoudenhoven     |
| 3    | 22 december 2015 | 522.838            | 19,7 %              | Ben Segers         | Bruno Vanden Broecke & Tim Van Aelst Ruth Beeckmans & Matteo Simoni |
| 4    | 29 december 2015 | 517.600            | 19,7 %              | Wesley Sonck       | Guga Baúl & Karl Vannieuwkerke Ruth Beeckmans & Niels Albert        |
| 5    | 5 januari 2016   | 501.389            | 19,8 %              | Jacques Vermeire   | Guga Baúl & Ann Tuts Ruth Beeckmans & Jan Verheyen                  |
| 6    | 12 januari 2016  | 575.678            | 22,7 %              | Gert Verhulst      | Guga Baúl & Kristel Verbeke Ruth Beeckmans & Koen Crucke            |
| 7    | 19 januari 2016  | 599.713            | 24,1 %              | Tine Embrechts     | Guga Baúl & Olga Leyers Ruth Beeckmans & Laura Tesoro               |

### Seizoen 4 (2016-2017)
| Afl. | Uitzending       | Kijkcijfers (live) | Marktaandeel (live) | Presentator    | Panel                                                               |
| ---- | ---------------- | ------------------ | ------------------- | -------------- | ------------------------------------------------------------------- |
| 1    | 12 december 2016 | 501.352            | Onbekend            | Jonas Van Geel | Mathias Coppens & James Cooke Ruth Beeckmans & Gert Verhulst        |
| 2    | 19 december 2016 | 458.011            | Onbekend            | Jonas Van Geel | Mathias Coppens & Kürt Rogiers Ruth Beeckmans & Cathérine Moerkerke |
| 3    | 26 december 2016 | 560.403            | Onbekend            | Jonas Van Geel | Mathias Coppens & Tom Waes Ruth Beeckmans & Rik Verheye             |
| 4    | 2 januari 2017   | 482.009            | Onbekend            | Jonas Van Geel | Mathias Coppens & Dirk Van Tichelt Ruth Beeckmans & Laura Tesoro    |